# Sitges
Sitges (katalánská výslovnost [ˈsidʒəs]) je španělské přímořské město v autonomním společenství Katalánsko. Město se nachází v provincii Barcelona, v comarce Garraf. Od Barcelony je vzdáleno asi 35 km jihozápadně a je s ní spojeno příměstskými vlaky Rodalies.
Demografický růst (ze 13 550 obyvatel v roce 1990 na 27 668 v roce 2009) zde byl zapříčiněn masivním přistěhovalectvím; zejména se jedná o bohatou třídu ze států Evropské unie. Nyní zde žije přibližně 32 tisíc obyvatel.
Sitges je jedním z luxusních letovisek u Středozemního moře. Do centra pozornosti se dostalo již koncem 19. století jako centrum katalánského modernismu, jehož vůdčí postavou zde byl Santiago Rusiñol. Od roku 1967 zde probíhá mezinárodní filmový festival Sitges. Od roku 2006 zde jsou pořádány také pochody Gay Pride. V roce 2010 hostilo městečko elitní uzavřené setkání skupiny Bilderberg.

## Historie
Hrad, který byl v Sitges postaven již ve středověku, náležel nejprve biskupství v Barceloně, v roce 1941 jej odkoupil Mir Geribert. Ve 12. století přešlo město pod vládu rodu Sitges, kterému patřilo až do roku 1308, kdy bylo prodáno Bernatu de Fonollar. Po jeho smrti přešlo město do vlastnictví charitativní organizace Pia Almoina, které patřilo až do roku 1814.
Ekonomika Sitges byla založena převážně na vinařství, od 60. let 20. století jde o turistické centrum.

## Galerie

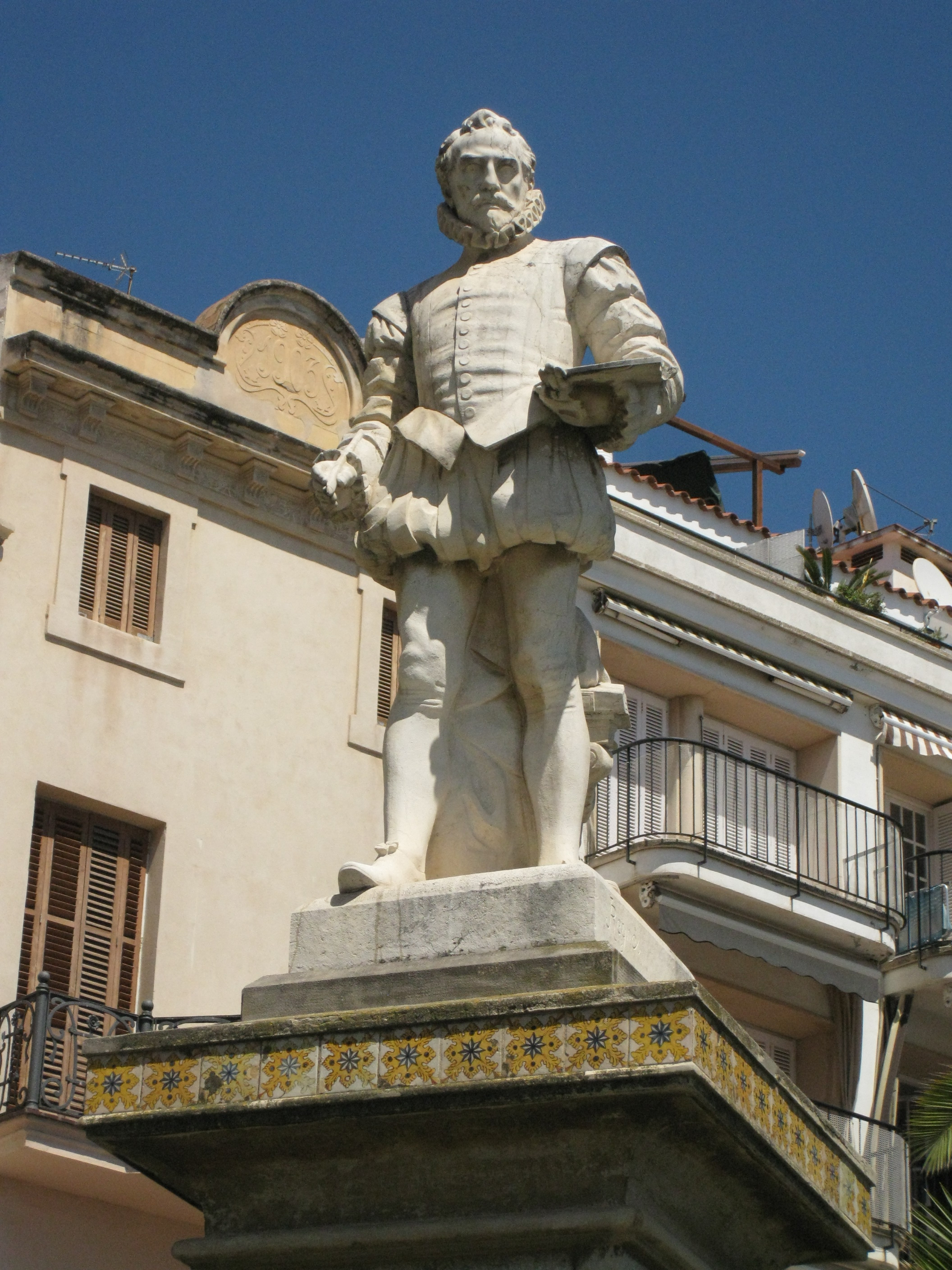
Památník El Greca v Sitges
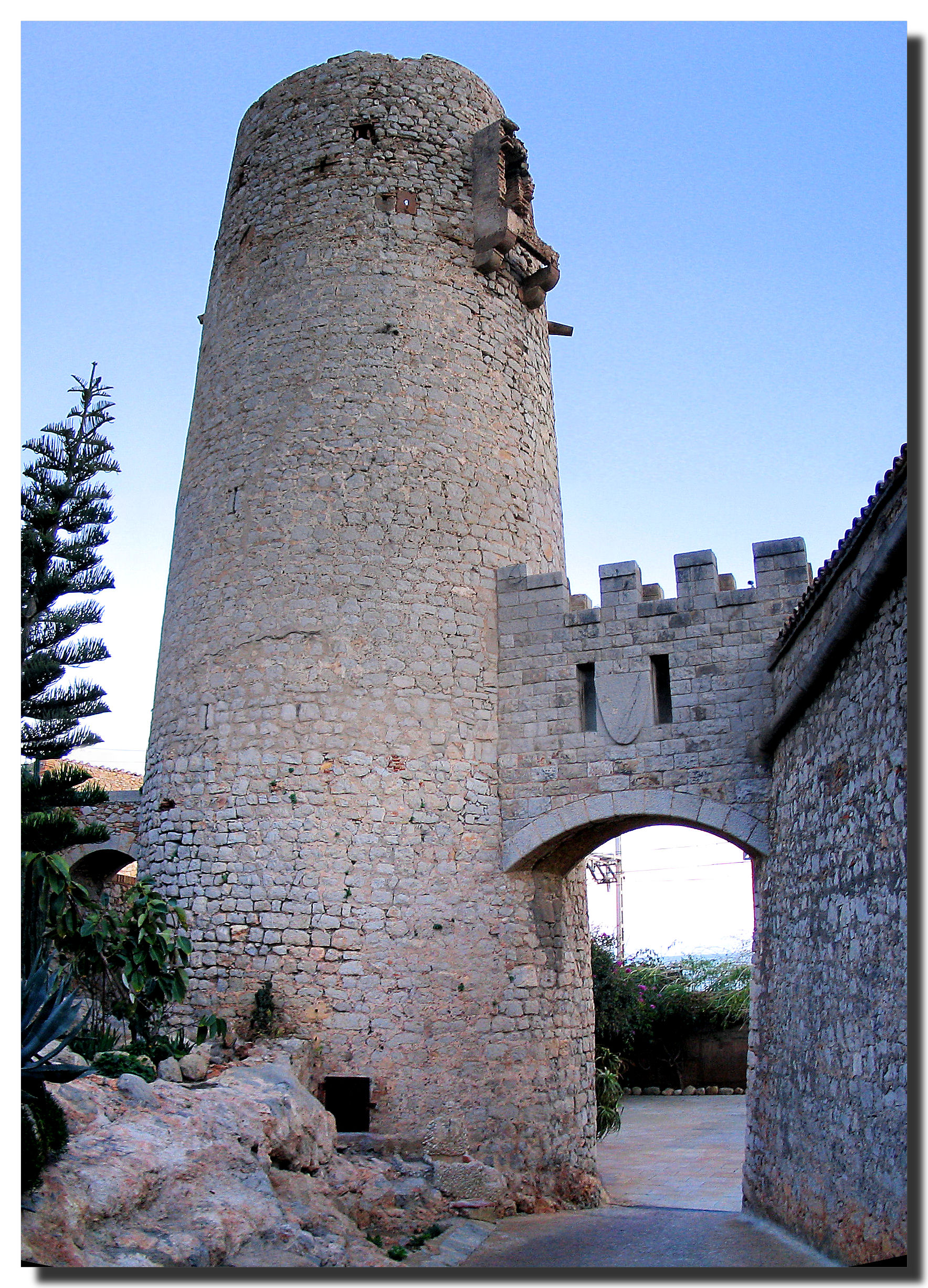
Torre de Garraf v Sitges
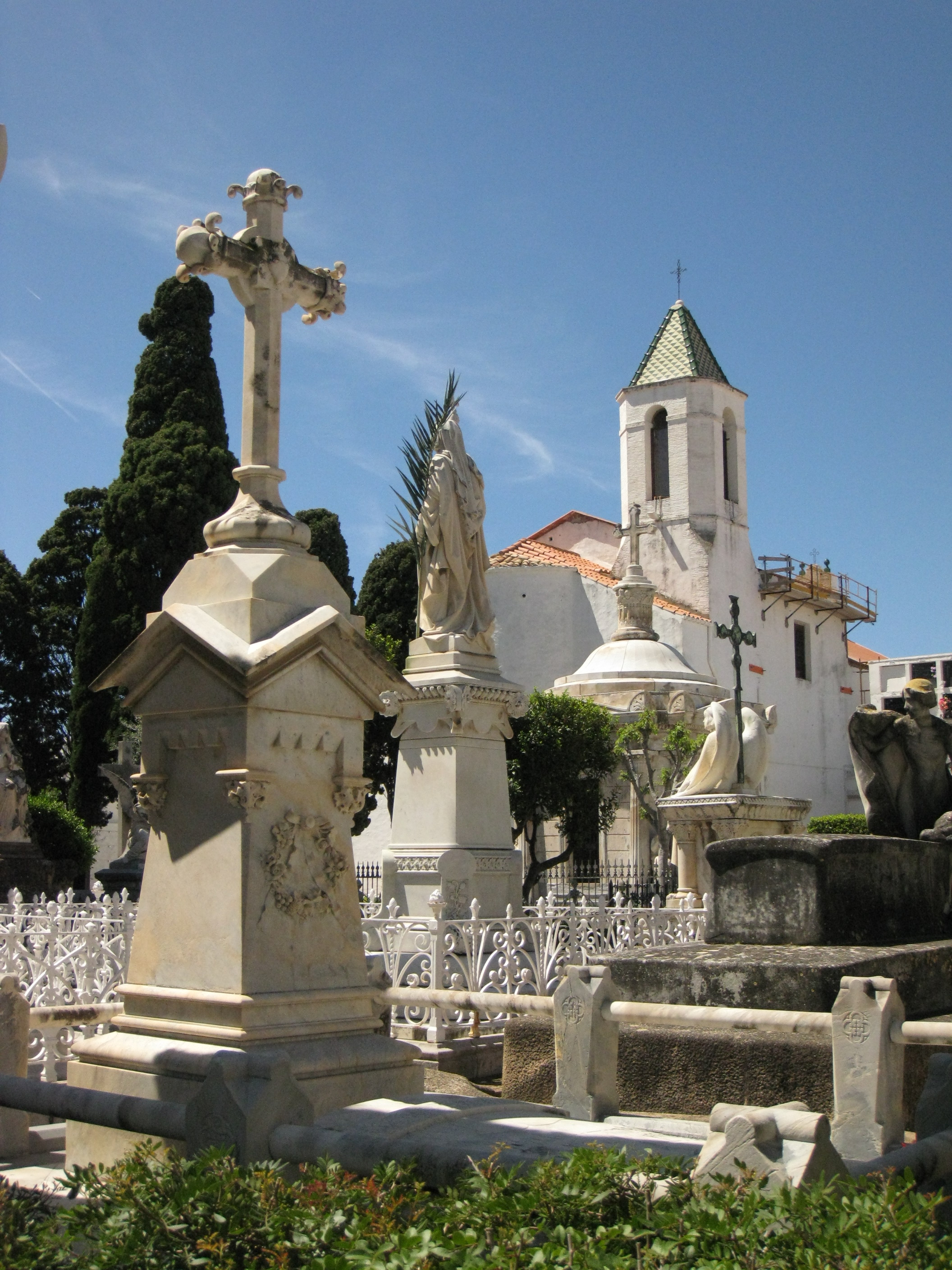
Hřbitov Sitges
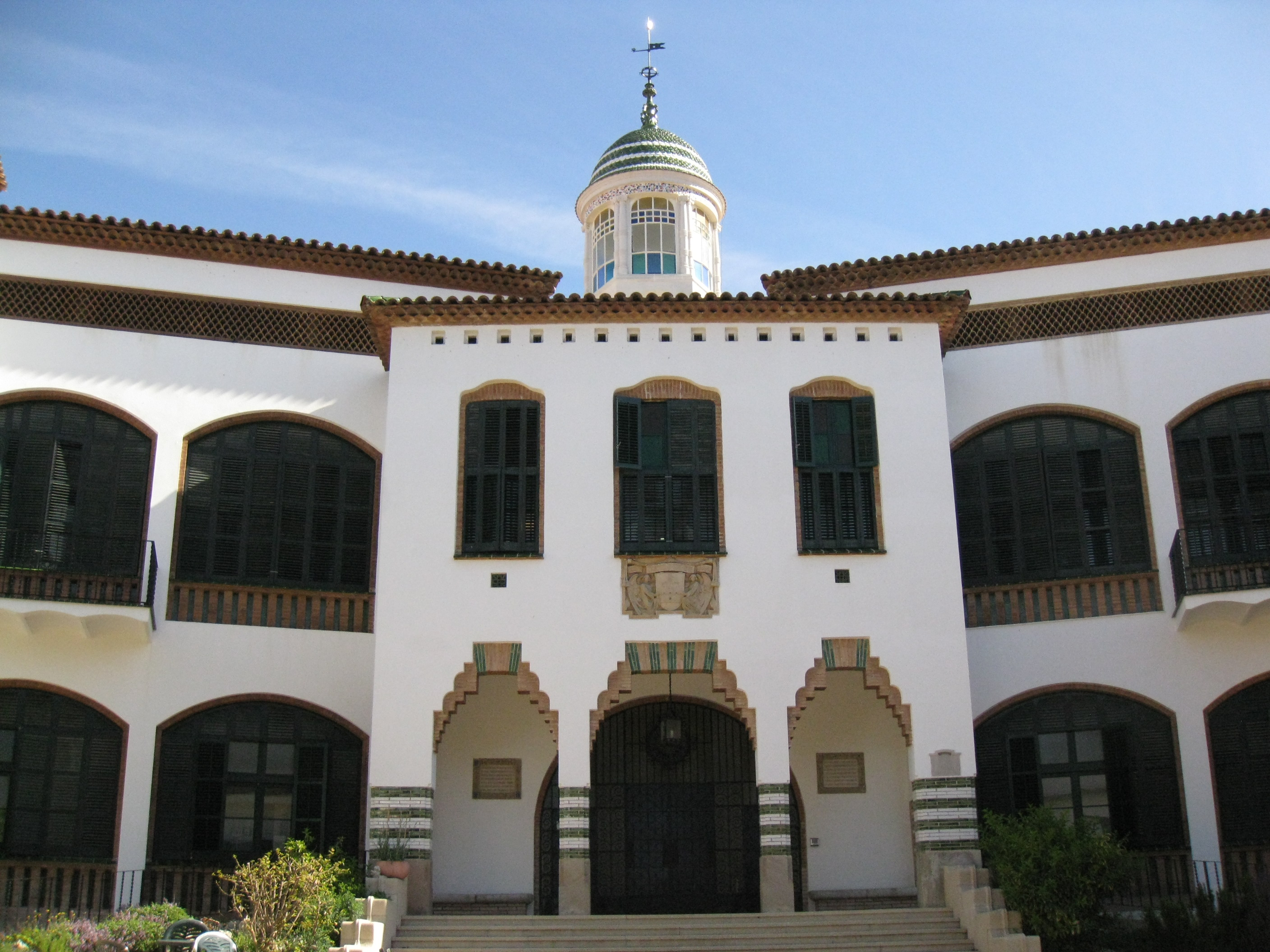
Nemocnice svatého Jana Křtitele v Sitges